# Pekacangan (Pituruh)
Pekacangan is een bestuurslaag in het regentschap Purworejo van de provincie Midden-Java, Indonesië. Pekacangan telt 823 inwoners (volkstelling 2010).